# Emmer
Emmer (en rus: Эммер) és un poble del krai de Khabàrovsk, a Rússia, que el 2012 tenia 5 habitants. Pertany al districte rural de Komsomolsk na Amure.